# Диндан, Аруна
Аруна́ Динда́н (фр. Aruna Dindane; род. 26 ноября 1980[…], Абиджан) — ивуарийский футболист. Играл на позиции нападающего.

## Клубная карьера
Профессиональную карьеру начал в одной из лучших команд высшей лиги чемпионата Кот-д’Ивуара «АСЕК Мимозас». В составе команды выигрывал: Суперкубок КАФ в 1999 году; Лигу чемпионов КАФ в 1998 году; Чемпионат Кот-д’Ивуара 2000 года. В 1999 с 13 голами стал лучшим бомбардиром чемпионата Кот-д’Ивуара.
Летом 2000 года заключил контракт с бельгийским клубом «Андерлехт», где практически сразу стал игроком основного состава. В составе команды выигрывал: Чемпионат Бельгии в сезонах 2000/01 и 2003/04; Суперкубок Бельгии в 2001 году. В 2003 году получал награды самого лучшего игрока бельгийского чемпионата и лучшего игрока африканского происхождения. Играл в матчах групповых этапов Лиги чемпионов УЕФА. В розыгрыше Кубка УЕФА 2002/03 играл в 1/8 финала.
В июне 2005 заключил 5-летний контракт с французским клубом «Ланс». После заключения контракта, было заявлено, что до 2010 года Диндан не продаётся. В составе клуба в 2005 году выиграл Кубок Интертото. В розыгрыше Кубка УЕФА 2006/07 играл в 1/8 финала. В сезоне 2007/08 «Ланс» занял 18-е место и выбыл в Лигу 2. 3 мая 2008 года в матче против «Монако» получил травму колена. После травмы смог играть в январе 2009 года. В сезоне 2008/09 клуб занял первое место в Лиге 2 и вышел в Лигу 1.
25 августа 2009 года за 4 миллиона фунтов стерлингов был отдан в годовую аренду с правом последующего приобретения в клуб английской премьер-лиги «Портсмут». Дебютировал в Премьер-лиге 26 сентября 2009 года в матче против «Эвертона». Игра закончилась поражением «Портсмута» со счётом 0:1. 31 октября Диндан сделал хет-трик в игре с «Уиган Атлетик». Мяч, забитый на 35-й минуте встречи, стал для футболиста первым в сезоне. Всего Диндан забил 8 голов в 19 матчах. В сезоне 2009/10 клуб занял последнее место и выбыл в Чемпионшип. Главный успех команды в сезоне 2009/10 — выход в финал Кубка Англии. 15 мая 2010 года Диндан отыграл весь матч против «Челси», который завершился победой лондонцев со счётом 1:0.
По завершении аренды, футболист вернулся в расположение «Ланса». В конце мая 2010 года за 3 миллиона евро был приобретён катарским клубом «Лехвия», который получил право играть в высшей лиге катарского чемпионата.
В январе 2012 года Диндан согласился присоединиться к «Аль-Гарафе». После короткого периода игры в клубе 27 мая 2012 года он подписал однолетний контракт с «Аль-Сайлией». После половины сезона с командой он был уволен и начал тренироваться с «Лидс Юнайтед». 23 марта 2013 года он подписал контракт с «Кристал Пэлас» до конца 2012/13 сезона. Контракт с ним был расторгнут незадолго до конца сезона, так как у тренерского штаба были сомнения в его физической подготовке, игрок так и не дебютировал за клуб.

## Карьера в сборной
За сборную Кот-д’Ивуара выступает с 2000 года. В её составе участвовал в чемпионате мира по футболу 2006. Также участвовал в финальных стадиях Кубка африканских наций 2002, 2006, 2008 и 2010 годов. Наивысшее достижение — 2-е место в 2006 году.

## Личная жизнь
В январе 2006 года произошла трагедия в семье — в 5-месячном возрасте умерла одна из его дочерей-близнецов.